# Eurydice (Q130)
| «Еврідік»                                                                   | «Еврідік»                                                                                                  | «Еврідік»                                                                                                  |
| --------------------------------------------------------------------------- | --- | --- |
| Eurydice (Q130)                                                             | | |
|                                                                             | | |
| Французький однотипний підводний човен «Аріан». 1930                        | | |
| Верф                                                                        | Chantiers et Ateliers Augustin Normand, Гавр                                                               | Chantiers et Ateliers Augustin Normand, Гавр                                                               |
| Під прапором                                                                | Франція | Франція |
| Належність                                                                  | Військово-морські сили Франції                                                                             | Військово-морські сили Франції                                                                             |
| Порт приписки                                                               | Шербур, Касабланка, Оран, Мерс-ель-Кебір                                                                   | Шербур, Касабланка, Оран, Мерс-ель-Кебір                                                                   |
| На честь                                                                    | Еврідіка                                                                                                   | Еврідіка                                                                                                   |
| Замовлення                                                                  | 1923 | 1923 |
| Закладений                                                                  | 18 квітня 1924                                                                                             | 18 квітня 1924                                                                                             |
| Спуск на воду                                                               | 31 травня 1927                                                                                             | 31 травня 1927                                                                                             |
| Введений до складу флоту                                                    | 1 вересня 1929                                                                                             | 1 вересня 1929                                                                                             |
| На службі                                                                   | 1929–1942                                                                                                  | 1929–1942                                                                                                  |
| Загибель                                                                    | 27 листопада 1942 року затоплений екіпажем у Тулоні                                                        | 27 листопада 1942 року затоплений екіпажем у Тулоні                                                        |
| Сучасний статус                                                             | Піднятий італійцями. 22 червня 1944 року вдруге затоплений у результаті авіаудару союзної авіації в Тулоні | Піднятий італійцями. 22 червня 1944 року вдруге затоплений у результаті авіаудару союзної авіації в Тулоні |
| Бойовий досвід                                                              | Друга світова війна Битва на Середземному морі * Затоплення французького флоту в Тулоні                    | Друга світова війна Битва на Середземному морі * Затоплення французького флоту в Тулоні                    |
| Проєкт                                                                      | | |
| Класифікація ПЧ                                                             | дизель-електричний підводний човен 2-го класу                                                              | дизель-електричний підводний човен 2-го класу                                                              |
| Тип ПЧ                                                                      | підводний човен типу «Аріан» 600-ї серії                                                                   | підводний човен типу «Аріан» 600-ї серії                                                                   |
| Основні характеристики                                                      | | |
| Швидкість (надводна)                                                        | 14 вузлів (26 км/год)                                                                                      | 14 вузлів (26 км/год)                                                                                      |
| Швидкість (підводна)                                                        | 7,5 вузлів (13,9 км/год)                                                                                   | 7,5 вузлів (13,9 км/год)                                                                                   |
| Робоча глибина занурення                                                    | 80 м | 80 м |
| Дальність плавання                                                          | 3500 миль (6482 км) на швидкості 7,5 вузлів (надводна) 75 миль (139 км) на швидкості 5 вузлів (підводна)   | 3500 миль (6482 км) на швидкості 7,5 вузлів (надводна) 75 миль (139 км) на швидкості 5 вузлів (підводна)   |
| Екіпаж                                                                      | 41 офіцер та матрос                                                                                        | 41 офіцер та матрос                                                                                        |
| Розміри                                                                     | | |
| Довжина найбільша (по КВЛ)                                                  | 65,98 м | 65,98 м |
| Ширина корпусу найб.                                                        | 4,92 м | 4,92 м |
| Середня осадка (по КВЛ)                                                     | 3,82 м | 3,82 м |
| Водотоннажність надводна                                                    | 636 тонна                                                                                                  | 636 тонна                                                                                                  |
| Водотоннажність підводна                                                    | 800 тонн                                                                                                   | 800 тонн                                                                                                   |
| Силова установка                                                            | | |
| Дизель-електрична: 2 × дизельних двигуни Normand-Vickers 2 × електродвигуни | | |
| Гвинти                                                                      | 2 | 2 |
| Потужність                                                                  | 2 × 600 к.с. (дизелі) 2 × 500 к. с. (електродвигуни)                                                       | 2 × 600 к.с. (дизелі) 2 × 500 к. с. (електродвигуни)                                                       |
| Озброєння                                                                   | | |
| Артилерія                                                                   | 1 × 75-мм гармата modèle 1897                                                                              | 1 × 75-мм гармата modèle 1897                                                                              |
| Торпедно- мінне озброєння                                                   | 7 × 550-мм торпедних апаратів 8 торпед                                                                     | 7 × 550-мм торпедних апаратів 8 торпед                                                                     |
| ППО                                                                         | 2 (1 × 2) × 13,2-мм зенітні кулемети M1929                                                                 | 2 (1 × 2) × 13,2-мм зенітні кулемети M1929                                                                 |

«Еврідік» (Q130) (фр. Eurydice (Q130) — військовий корабель, малий підводний човен типу «Аріан» 600-ї серії військово-морських сил Франції часів Другої світової війни.
Підводний човен «Еврідік» був закладений 18 квітня 1924 року на верфі компанії Chantiers et Ateliers Augustin Normand у Гаврі. 31 травня 1927 року він був спущений на воду, а 1 вересня 1929 року увійшов до складу ВМС Франції.
27 листопада 1942 року човен затоплений екіпажем у Тулоні через загрозу захоплення його Німеччиною. 25 червня 1943 року піднятий Італією, але вже 14 вересня 1943 року захоплений нацистською Німеччиною, німецькими фахівцями визнаний непридатним до подальшого використання і 26 січня 1944 року законсервований у Тулоні в гавані Бреґайон. 22 червня 1944 року потоплений союзними бомбардувальниками. У квітні 1945 року піднятий і використовувався як понтон.

## Історія служби
19 червня 1930 року «Еврідік» прибув до Касабланки у Французькому Марокко для проходження служби. У липні 1932 року човен брав участь у розслідуванні втрати підводного човна «Проміті» типу «Редутабль», який раптово затонув у Ла-Манші під час його ходових випробувань 7 липня 1932 року, забравши життя 62 осіб. 18 вересня «Еврідіка» прибув до Іль-де-Бреа і 25 вересня 1932 року — до Бреста.
1 вересня 1939 року почалася Друга світова війна з вторгненням Німеччини до Польщі. У цей час «Еврідік» служив у 14-ї дивізії підводних човнів — частині 2-ї підводної ескадри 6-ї ескадри — разом зі своїми «сістер-шипами» «Аріан» і «Даная» та підводним човном «Діана», головним у своїй серії, і базувався в Орані у Французькому Алжирі. 3 вересня 1939 року Франція вступила у війну на боці союзників.
10 травня 1940 року німецькі сухопутні війська вдерлися у Францію, поклавши початок битві за Францію, а 10 червня 1940 року Італія оголосила війну Франції та приєдналася до сил вторгнення. Битва за Францію завершилася поразкою Франції та підписанням перемир'я з Німеччиною та Італією 22 червня 1940 року. Коли перемир'я набуло чинності 25 червня 1940 року, «Еврідік» все ще базувався в Орані.
Після капітуляції Франції «Еврідік» продовжив службу в лавах військово-морських сил вішістської Франції.
3 липня 1940 року британці розпочали операцію «Катапульта», яка мала на меті захопити або нейтралізувати кораблі французького флоту, щоб запобігти їх використанню німцями, і того дня «Еврідік» перебував у порту на французькій військово-морській базі в Мерс-ель-Кебір в Орані. Британська військово-морська ескадра прибула до району дислокації колишнього союзника і виставила ультиматум командуванню французького флоту або передати кораблі, що базувалися там, під опіку Британії, або вивести їх з ладу. Французи привели свої підводні човни в Орані в бойову готовність, і о 13:30 «Еврідік» і «Діана» були готові до виходу в море. Вони стали на якір у зовнішній гавані о 15:30 разом з «Аріаною» та «Данаї», а о 17:54 чотири підводні човни отримали наказ вийти в море.
Коли о 17:57 британські військові кораблі відкрили вогонь по французьких кораблях у гавані, розпочавши атаку на Мерс-ель-Кебір, «Еврідік» перебував у 4,5 морських милях (8,3 км) на південний захід від «Данаї». Жоден з чотирьох французьких підводних човнів не зміг наблизитися до британських кораблів під час бою. Незадовго до 20:00 британський літак помітив «Еврідік» та «Данаю» та скинув освітлені поплавці, щоб направити до них британський есмінець. Есмінець атакував глибинними бомбами два підводні човни, але вони уникли пошкоджень. Усі чотири підводні човни залишалися на патрулюванні біля Орана до 20:00 4 липня 1940 року, а потім повернулися в Оран.
8 липня 1940 року, коли операція «Катапульта» тривала, британські сили атакували французьку ескадру в Дакарі в Сенегалі. Отримавши повідомлення про напад, французькі військово-морські власті в Орані наказали «Еврідіці», «Аріані» та «Діані» сформувати лінію патрулювання біля мису Фалкон, Алжир.
З 1 по 15 жовтня 1940 року «Еврідік» проходив капітальний ремонт у плавучому сухому доці в Мерс-ель-Кебір. 14 травня 1941 року човен перемістили під охорону в Тулоні, без зброї та незаправленого паливом згідно з умовами перемир'я від 22 червня 1940 року.
«Еврідік» все ще перебував в цьому статусі, коли 27 листопада 1942 року Німеччина та Італія окупували Вільну зону Франції Віші, і човен був серед тих французьких кораблів, що були затоплені на ВМБ Тулон, щоб запобігти їхньому захопленню Німеччиною. 25 червня 1943 року італійці човен підняли. 26 січня 1944 року німці визнали французький корабель непридатним для подальшої експлуатації та перемістили в Бреґайон, де 22 червня 1944 року його потопили бомбардувальники союзників. 1945 року човен знову підняли з води, його корпус згодом служив як понтон, поки «Еврідік» не здали на брухт.